# Hjemvisning
Hjemvisning er et juridisk begreb, der betegner, at en højere instans opfordrer en lavere instans til igen at se på en sag. Lovhjemmel for hjemvisning er § 68, stk. 2 i lov om retssikkerhed og administration på det sociale område. Appelinstansen kan anvende reaktionsmulighederne stadfæstelse, hjemvisning, ophævelse, eller ændring; foruden afvisning.
Den væsentligste årsag til at den højere instans hjemviser en sag til fornyet behandling, er, at den højere instans finder, at den lavere instans’ oprindelige sagsbehandling var så fyldt med alvorlige sagsbehandlingsfejl. På den baggrund har den højere instans fundet, at den oprindelige forvaltningsafgørelse bliver annulleret.
Det er nævneværdigt, at den lavere forvaltningsinstans sagtens kan nå frem til, at den nye afgørelse bliver identisk med den oprindelige afgørelse i sagen.
Især Ankestyrelsen kan anvende hjemvisning til fx en kommune som en mulig reaktion på en klage (også kaldet administrativ rekurs). Ankestyrelsen har en praksis om hjemvisning.
Desuden kan Skats afgørelse blive annulleret og hjemvist til fornyet sagsbehandling.
Hvis der fremkommer nye oplysninger i en klagesag, er hjemvisning en hyppigt forekomme reaktionsmulighed; se FOB 86.142.

## En straffesag kan hjemvises
Landsretten kan hjemvise en straffesag til fornyet behandling i byretten; det skete i en straffesag om EU-svig og dokumentfalsk.